# 杯腺柳
杯腺柳（学名：Salix cupularis）为杨柳科柳属的植物，是中国的特有植物。分布于中国大陆的陕西、青海、四川、甘肃等地，生长于海拔2,500米至4,000米的地区，一般生于高寒山坡，目前尚未由人工引种栽培。

## 别名
高山柳（种子植物名称）

## 异名
- Salix cupularis Rehd. var. acutifolia S. Q. Zhou